# Someone
"Someone" är en låt framförd av den amerikanska R&B-gruppen SWV, komponerad av den amerikanska hiphop-artisten Diddy för SWV:s tredje studioalbum Release Some Tension (1997). 
I låten sjunger framförarna om att leta efter någon som är "kärleksfull" och "sanningsenlig". Det basdrivna och funk-inspirerade spåret använder en sampling av rapparen Notorious B.I.G.s låt "Ten Crack Commandments". Billboard beskrev låten som en "Jeep-dunkare" och en singel som tog tjej-gruppen till "stratosfäriska höjder". "Someone" gavs ut som den ledande singeln från gruppens album den 3 juli 1997. Singeln certifierades med guldstatus av RIAA två månader senare (24 september 1997) och kom att bli ännu en smash-hit för SWV. Låten klättrade till en 19:e plats på USA:s Billboard Hot 100 och till en 5:e plats på landets R&B-lista Hot R&B/Hip-Hop Songs. "Someone" tog sig även till topp-trettio placeringar i Kanada och Nya Zeeland samt en 34:e plats på Storbritanniens UK Singles Chart.
En musikvideo till singeln regisserades av Joseph Khan. 

## Format och innehållsförteckning
| - Amerikansk "12-vinyl 1. "Someone" (Radio Edit) - 3:44 2. "Someone" (LP Edit) - 4:05 3. "Someone" (Instrumental) - 4:55 4. "Someone" (A Cappella) - 4:52 - Kanadensisk CD-singel 1. "Someone" (Album Version) [Featuring Puff Daddy] - 4:05 2. "Love Like This" (Album Version) [Featuring Lil' Cease] - 3:46 | - Brittisk dubbel "12-singel 1. "Someone" (LP Edit) [Featuring Kelly Price] - 4:05 2. "Someone" (A Cappella) [Featuring Kelly Price] - 4:52 3. "Someone" (Instrumental) - 4:55 4. "Someone" (Radio Edit) [Featuring Kelly Price] - 3:44 5. "Lose My Cool" [Featuring Redman] - 4:38 6. "Gettin' Funky" [Featuring Snoop Dog] - 4:15 7. "Give It Up" [Featuring Lil' Kim] - 4:41 8. "Can We" (Radio Edit) [Featuring Missy Elliot] - 4:51 |

## Listor
| Lista (1996)                                | Topp position |
| ------------------------------------------- | ------------- |
| Kanadas Canadian Hot 100                    | 16            |
| New Zeelands RIANZ                          | 25            |
| Storbritanniens UK Singles Chart            | 34            |
| Amerikanska Billboard Hot 100               | 19            |
| Amerikanska Billboard Hot R&B/Hip-Hop Songs | 5             |
| Amerikanska Billboard Rhythmic Top 40       | 35            |